# Alice et le Médaillon d'or
Alice et le Médaillon d'or (titre original : The Clue of the Broken Locket, littéralement : L’Énigme du médaillon brisé) est le onzième roman de la série américaine Alice (Nancy Drew en VO) écrit par Caroline Quine, nom de plume collectif de plusieurs auteurs. L'auteur de ce roman est Mildred Wirt Benson. 
Aux États-Unis, le roman a été publié pour la première fois en 1934 par Grosset & Dunlap, New York. En France, il a paru pour la première fois en 1960 chez Hachette Jeunesse dans la collection « Bibliothèque verte » sous le no 163. 

## Résumé
Remarque : le résumé est basé sur l'édition cartonnée non abrégée parue en 1960 en langue française.
James Roy, le père d'Alice, avoué de son état, s'occupe à contrecœur d'une affaire d'adoption. Ses clients sont John et Fanny Clark, un couple de riches artistes peu sympathiques qui s’apprêtent à adopter deux bébés orphelins, des jumelles trouvées abandonnées dans une barque échouée sur la berge de la rivière. 
Lorsque James Roy reçoit une lettre anonyme le suppliant de ne pas signer l'acte d'adoption, il donne son aval à Alice pour tenter de retrouver la mère des deux fillettes. 
Alice apprend qu'un médaillon brisé en forme de cœur, a été trouvé dans la barque avec les bébés ; elle se met à la recherche de l'autre moitié du bijou dans l'espoir qu'une inscription s'y trouve, qui pourrait la mettre sur une piste...

## Personnages

### Personnages récurrents
- Alice Roy : jeune détective amateur blonde, orpheline de mère, fille de James Roy
- James Roy : avoué[3] de renom, père d'Alice Roy, veuf.
- Bess Taylor : jeune fille blonde et rondelette, une des meilleures amies d'Alice.
- Marion Webb : jeune fille brune et sportive, cousine germaine de Bess Taylor et une des meilleures amies d'Alice.
- Sarah, la fidèle vieille gouvernante des Roy, qui a élevé Alice à la mort de sa mère.

### Personnages spécifiques à ce roman
- Fanny Clark (Kitty Blair en VO) : chanteuse.
- John Clark (Johnny Blair en VO) : époux de Fanny, danseur.
- Louise (« Loulou ») Dunbar : comédienne de théâtre et amie des Clark.
- Henri Dunbar : époux de Louise, comédien de théâtre et ami des Clark.
- Peggy : la jeune bonne des Clark.
- Sam Ferret : le fiancé de Peggy.
- Georges Masson (Rodney en VO) : le chauffeur des Clark.
- Claire Masson (Ruth Brown en VO) : nourrice et sœur de Georges.
- M. Sinclair (Edwin McNeery en VO) : l’impresario des Clark.
- Sylvie Sinclair (Sylvia McNeery en VO) : la femme de M. Sinclair.
- Lise et Jeanne (Janet et Jay en VO, rebaptisées Lisa et Jenny dans la réédition de 2007) : deux bébés jumelles orphelines d'environ dix-huit mois.

## Éditions françaises
Note : Toutes les éditions ont paru aux éditions Hachette Jeunesse.
- 1960 : Alice et le Médaillon d'or — coll. « Bibliothèque verte » no 163, cartonné, texte original. Illustré par Albert Chazelle. Traduit par Hélène Commin. 252 p.  ;
- 1968 : Alice et le Médaillon d'or — coll. « Idéal-Bibliothèque » no 343, cartonné avec jaquette. Texte légèrement abrégé. Illustré par Albert Chazelle. Traduit par Hélène Commin. 25 chapitres. 186 p.  ;
- 1970 : Alice et le Médaillon d'or — coll. « Idéal-Bibliothèque » no 343, cartonné sans jaquette (couverture plastifiée), texte légèrement abrégé. Illustré par Albert Chazelle. Traduit par Hélène Commin. 25 chapitres. 186 p.  ;
- 1976 : Alice et le Médaillon d'or — coll. « Bibliothèque verte », cartonné, texte raccourci. Nouvelle couverture de Joseph Sheldon, illustrations intérieures d'Albert Chazelle. Traduit par Hélène Commin. 25 chapitres. 252 p.  ;
- 1978 : Alice et le Médaillon d'or — coll. « Bibliothèque verte », cartonné, texte raccourci. Illustrations de Jean-Louis Mercier. Traduit par Hélène Commin. 25 chapitres. 181 p.  ;
- 1983 : Alice et le Médaillon d'or — coll. « Bibliothèque verte », cartonné (série "striée")[4], texte raccourci. Couverture de Jean Sidobre, illustrations intérieures de Jean-Louis Mercier. Traduit par Hélène Commin. 25 chapitres. 181 p.  ;
- 2007 : Alice et le Médaillon d'or — coll. « Bibliothèque verte » no 12, format mi-souple, texte raccourci. Illustré par Marguerite Sauvage. 246 p.  ;
- 2016 : Alice et le Médaillon d'or — coll. « Bibliothèque rose », format mi-souple, texte modifié[5]. Illustré par Cécile Roubio. 208 p.

## Remarques
- À noter une absence de réédition française de ce roman pendant 23 ans, de 1985 à 2007.
- Aux États-Unis, ce titre sera entièrement revu en 1965. Deux versions existent donc aux États-Unis, portant le même titre.